# 里斯特岩
66°31′S 107°25′E / 66.517°S 107.417°E
里斯特岩（英語：Reist Rocks）是南極洲的岩石，位於威爾克斯地，處於斯尼德岩以西15公里，根據美國海軍的空中照片繪入地圖，現時由南極條約體系管理。